# Список кантри-хитов № 1 2019 года (Billboard)

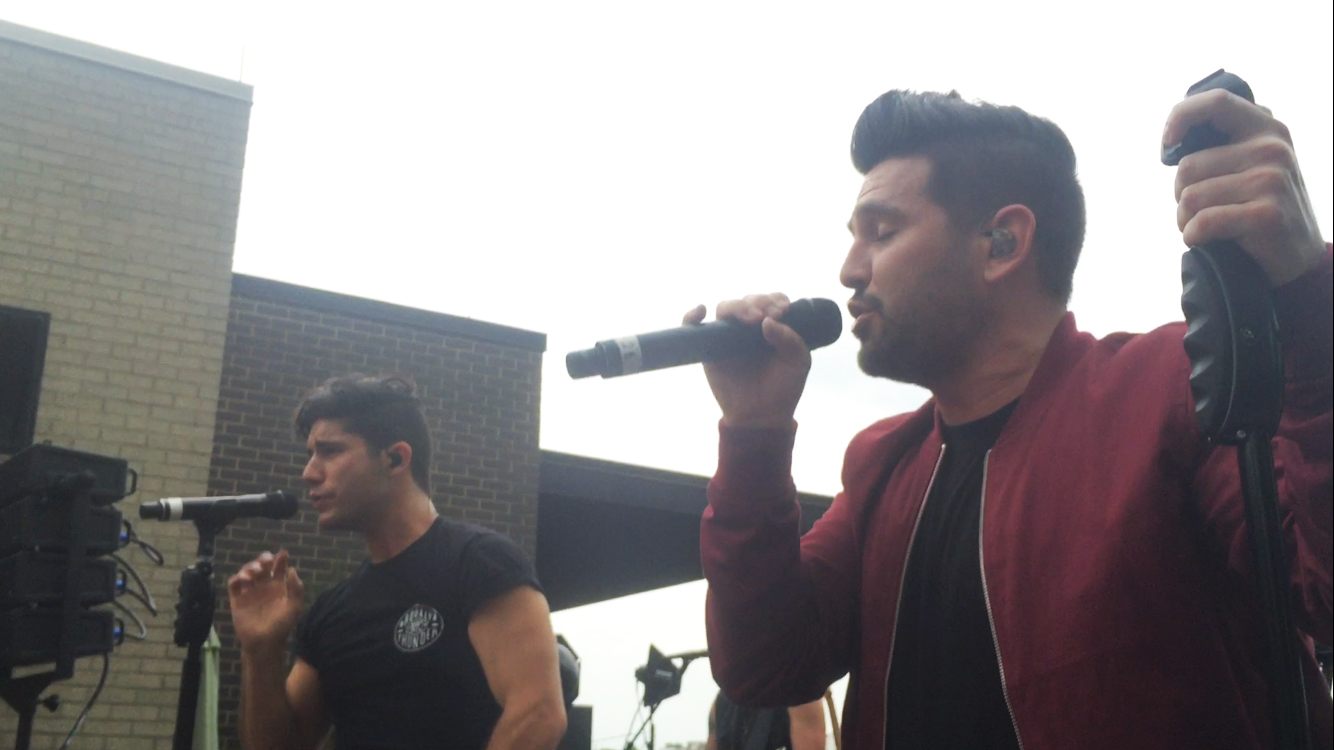
Кантри-дуэт Dan + Shay лидировал с двумя своими хитами подряд: «Speechless» и «Tequila» в начале 2019 года

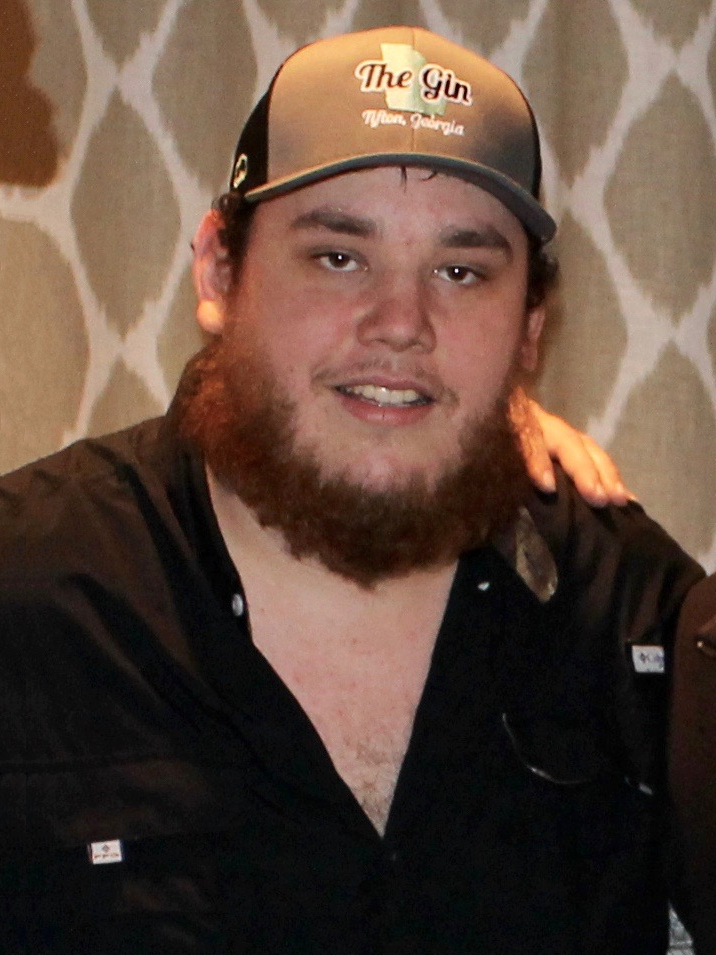
Кантри-певец Люк Комбс лидировал со своим хитом «Beautiful Crazy».

Список кантри-хитов № 1 2019 года включает самые популярные песни жанра кантри-музыки, которые возглавляли американский хит-парад Hot Country Songs журнала Billboard в 2019 году (данные стали известны заранее, так как публикуются на неделю вперёд).

## История
- В начале 2019 года лидировал дуэт Dan + Shay со своим синглом «Speechless»[2]. 12 января они возглавляли оба главных кантри-чарта четыре недели подряд (7 и 4 недели на № 1 в каждом из этих чартов). Больший показатель был в 2016 году, когда Томас Ретт шесть недель лидировал одновременно в двух чартах с синглом «Die a Happy Man». Из дуэтов до Dan + Shay 4 недели лидировали в Country Airplay в 2014 году Florida Georgia Line («Stay»), а больше чем они, шесть недель № 1 в Country Airplay было в 2001 году у дуэта Brooks & Dunn («Ain’t Nothing 'Bout You»). Среди всех музыкантов, дольше всех лидировали в Country Airplay (учёт с 20 января 1990 года) по восемь недель две песни: «It’s Five O’Clock Somewhere» (Алан Джексон и Джимми Баффетт, 2003) и «Amazed» (Lonestar, 1999). Также Dan + Shay находится с двумя своими песнями одновременно на первых двух позициях (№ 1 и № 2) в Hot Country Songs четыре недели, рекорд среди дуэтов и второй показатель среди всех музыкантов, опередив трёхнедельное двойное лидерство в 1964 году певца Buck Owens. А впереди только Luke Bryan, который контролировал первые два места кантри-чарта Hot Country Songs одновременно 9 недель в 2014 году. Среди других музыкантов только трое имеют сразу две песни у вершины чарта (№ 1 и № 2) Hot Country Songs: Florida Georgia Line (две недели, 2018), Тейлор Свифт (одна, 2012) и Willie Nelson (две, 1982)[3][4].
- 6 апреля песня «Beautiful Crazy» кантри-певца Люка Комбса лидировала 6-ю неделю, а вместе с дебютным альбомом This One’s For You (который уже 30 недель возглавляет альбомный чарт) они возглавляют все кантри-чарта США: Hot Country Songs, Country Airplay, Country Streaming Songs, Country Digital Song Sales и Top Country Albums (все на дату 6 апреля). Он лидирует в них уже третью неделю; ранее только Kane Brown имел такой же показатель (28 октября 2017). «Beautiful Crazy» находится на пером месте Country Airplay шестую неделю (последний раз ранее 6 недель лидировал Томас Ретт с хитом «Die a Happy Man» (январь 2016). «Crazy» это 21-я песня во главе Country Airplay, пробывшая на № 1 не менее 6 недель за 29-летнюю историю (рекорд у Alan Jackson и Jimmy Buffett с песней «It's Five O'Clock Somewhere» (8 недель № 1 в 2003 году). «Crazy» также лидирует несколько недель в других кантри-чартах: Hot Country Songs (6 недель № 1), Country Streaming Songs (6), Country Digital Song Sales (7)[5].
- 13 апреля песня «Beautiful Crazy» кантри-певца Люка Комбса седьмую неделю возглавляла радиоэфирный чарт Country Airplay. Тем самым она делит второе место по числу недель на позиции № 1 (семь недель) в хитами «Live Like You Were Dying» (Tim McGraw, 2004), «There Goes My Life» (Kenny Chesney, 2003-04), «Have You Forgotten?» (Darryl Worley, 2003) и «The Good Stuff» (Kenny Chesney, 2002). Лидируют с 8 неделями на вершине чарта песни «It’s Five O’Clock Somewhere» (Алан Джексон и Джимми Баффетт, 2003) и «Amazed» (Lonestar, 1999)[6].
- 18 мая на первое место со второго и на 30-ю неделю своего нахождения в чарте вышла песня «Whiskey Glasses» кантри-певца Моргана Уоллена (с дебютного альбома If I Know Me), сместив 11-недельное лидерство хита «Beautiful Crazy» кантри-певца Люка Комбса. Это первый чарттоппер Моргана в карьере; ранее был хит «Up Down» (при участии Florida Georgia Line), который был на № 5 в (30 июня 2018) и на № 1 радиоэфирном чарте Country Airplay (первый лидер в нём и 12-й из 14 для группы FGL)[7].
- 6 июля на первое место вышел сингл «Rumor» кантри-певца Ли Брайса и произошло это спустя 43 недели нахождения в чарте. Это 5-й чарттоппер певца и первый за 5 лет[8].
- 13 июля на первое место впервые в истории вышел сингл стиля кантри-рэп «The Git Up» кантри-певца и продюсера Бланко Брауна. Это его дебютный и сразу 1-й чарттоппер. Одновременно, радио-чарт Country Airplay в 26-й раз возглавил Блейк Шелтон с песней «God’s Country». Больше эфирных чарттопперов только у Кенни Чесни (30) и Тим Макгро (29) и ровно у Алан Джексон (26) и Джордж Стрейт (26)[9][10].
- 27 июля в радиоэфирном чарте Country Airplay на первое место вышел сингл «Some of It» певца Эрика Чёрча, это его 8-й чарттоппер[11].
- 7 сентября в радиоэфирном чарте Country Airplay на первое место вышел сингл «The Ones That Didn't Make It Back Home» певца Джастина Мура, это его 7-й чарттоппер. Ранее он лидировал с хитами «Small Town USA» (октябрь 2009), «If Heaven Wasn’t So Far Away» (июль 2011), «Til My Last Day» (январь 2013), «Lettin’ the Night Roll» (июль 2014), «You Look Like I Need a Drink» (октябрь 2016) и «Somebody Else Will» (сентябрь 2017)[12].
- 14 сентября в радиоэфирном чарте Country Airplay на первое место вышел сингл «Knockin' Boots» певца Люка Брайана, это его 21-й чарттоппер. Теперь он делит шестое место по этому показателю с Джейсоном Алдиным и Китом Урбаном. Среди всех музыкантов Кенни Чесни имеет максимум чарттопперов (30), а затем идут Тим Макгроу (29), Алан Джексон, Блейк Шелтон и Джордж Стрейт (по 26)[13].
- 28 сентября в радиоэфирном чарте Country Airplay на первое место вышел сингл «Living» певца Диркса Бентли, это его 17-й чарттоппер. Теперь он 13-й музыкант у которого не менее 17 чарттопперов[14].
- 5 октября в радиоэфирном чарте Country Airplay на первое место вышел сингл «I Don't Know About You» певца Chris Lane, это его 2-й чарттоппер и произошло это на 45-й неделе нахождения в чарте. Одновременно с этим выпуском впервые были запущены два новых чарта: Country Songwriters и Country Producers[15].
- 23 ноября радио-чарт Country Airplay возглавил сингл «Even Though I'm Leaving» кантри-певца Люка Комбса, седьмой его чарттоппер подряд (увеличение его же рекорда). Одновременно со своим новым альбомом What You See Is What You Get он возглавил альбомные чарты (Top Country Albums и Billboard 200). Такой дубль чарттопперов (сингл и альбом) зафиксирован впервые за год после Dan+ Shay (когда 7 июля 2018 года их сингл «Tequila» был № 1 в Country Airplay, а альбом Dan + Shay № 1 в Top Country Albums). Среди певцов это произошло впервые за три года после Blake Shelton (когда 11 июняя 2016 года его сингл «Came Here to Forget» и альбом If I’m Honest возглавляли соответствующие чарты)[16].
- 7 декабря восьмую неделю подряд на первом месте Country Songs находился сингл «10,000 Hours» в исполнении Dan + Shay и Justin Bieber. Радио-чарт Country Airplay третью неделю подряд возглавлял сингл «Even Though I'm Leaving» кантри-певца Люка Комбса[17][18].

| Дата        | Country Songs[A]  | Исполнитель                | Ссылка  | Country Airplay[B]                       | Исполнитель                    | Ссылка          |
| ----------- | ----------------- | -------------------------- | ------- | ---------------------------------------- | ------------------------------ | --------------- |
| 5 января    | «Speechless»      | Dan + Shay                 | [ 2 ]   | «Speechless»                             | Dan + Shay                     | [ 19 ] [ 20 ]   |
| 12 января   | «Speechless»      | Dan + Shay                 | [ 21 ]  | «Speechless»                             | Dan + Shay                     | [ 3 ] [ 22 ]    |
| 19 января   | «Speechless»      | Dan + Shay                 | [ 23 ]  | «Good Girl»                              | Дастин Линч                    | [ 24 ] [ 25 ]   |
| 26 января   | «Speechless»      | Dan + Shay                 | [ 26 ]  | «Sixteen»                                | Томас Ретт                     | [ 27 ]          |
| 2 февраля   | «Tequila»         | Dan + Shay                 | [ 28 ]  | «Girl Like You»                          | Джейсон Алдин                  | [ 29 ]          |
| 9 февраля   | «Tequila»         | Dan + Shay                 | [ 30 ]  | «Girl Like You»                          | Джейсон Алдин                  | [ 31 ] [ 32 ]   |
| 16 февраля  | «Tequila»         | Dan + Shay                 | [ 33 ]  | «This Is It»                             | Scotty McCreery                | [ 34 ]          |
| 23 февраля  | «Tequila»         | Dan + Shay                 | [ 35 ]  | «This Is It»                             | Scotty McCreery                | [ 36 ]          |
| 2 марта     | «Beautiful Crazy» | Люк Комбс                  | [ 37 ]  | «Beautiful Crazy»                        | Люк Комбс                      | [ 38 ]          |
| 9 марта     | «Beautiful Crazy» | Люк Комбс                  | [ 39 ]  | «Beautiful Crazy»                        | Люк Комбс                      | [ 40 ] [ 41 ]   |
| 16 марта    | «Beautiful Crazy» | Люк Комбс                  | [ 42 ]  | «Beautiful Crazy»                        | Люк Комбс                      | [ 43 ]          |
| 23 марта    | «Beautiful Crazy» | Люк Комбс                  | [ 44 ]  | «Beautiful Crazy»                        | Люк Комбс                      | [ 45 ]          |
| 30 марта    | «Beautiful Crazy» | Люк Комбс                  | [ 46 ]  | «Beautiful Crazy»                        | Люк Комбс                      | [ 47 ] [ 48 ]   |
| 6 апреля    | «Beautiful Crazy» | Люк Комбс                  | [ 49 ]  | «Beautiful Crazy»                        | Люк Комбс                      | [ 50 ] [ 51 ]   |
| 13 апреля   | «Beautiful Crazy» | Люк Комбс                  | [ 52 ]  | «Beautiful Crazy»                        | Люк Комбс                      | [ 53 ]          |
| 20 апреля   | «Beautiful Crazy» | Люк Комбс                  | [ 54 ]  | «Here Tonight»                           | Бретт Янг                      | [ 55 ] [ 56 ]   |
| 27 апреля   | «Beautiful Crazy» | Люк Комбс                  | [ 57 ]  | «Here Tonight»                           | Бретт Янг                      | [ 58 ]          |
| 4 мая       | «Beautiful Crazy» | Люк Комбс                  | [ 59 ]  | «Make It Sweet»                          | Old Dominion                   | [ 60 ] [ 61 ]   |
| 11 мая      | «Beautiful Crazy» | Люк Комбс                  | [ 62 ]  | «Eyes on You»                            | Chase Rice                     | [ 63 ]          |
| 18 мая      | «Whiskey Glasses» | Морган Уоллен              | [ 64 ]  | «Eyes on You»                            | Chase Rice                     | [ 65 ] [ 66 ]   |
| 25 мая      | «God’s Country»   | Блейк Шелтон               | [ 67 ]  | «Love Ain't»                             | Eli Young Band                 | [ 68 ] [ 69 ]   |
| 1 июня      | «God’s Country»   | Блейк Шелтон               | [ 70 ]  | «Good as You»                            | Кейн Браун                     | [ 71 ]          |
| 8 июня      | «Whiskey Glasses» | Морган Уоллен              | [ 72 ]  | «Whiskey Glasses»                        | Морган Уоллен                  | [ 73 ] [ 74 ]   |
| 15 июня     | «God’s Country»   | Блейк Шелтон               | [ 75 ]  | «Whiskey Glasses»                        | Морган Уоллен                  | [ 76 ]          |
| 22 июня     | «God’s Country»   | Блейк Шелтон               | [ 77 ]  | «Whiskey Glasses»                        | Морган Уоллен                  | [ 78 ] [ 79 ]   |
| 29 июня     | «God’s Country»   | Блейк Шелтон               | [ 80 ]  | «Look What God Gave Her»                 | Томас Ретт                     | [ 81 ]          |
| 6 июля      | «God’s Country»   | Блейк Шелтон               | [ 82 ]  | «Rumor»                                  | Ли Брайс                       | [ 83 ]          |
| 13 июля     | «The Git Up»      | Бланко Браун               | [ 84 ]  | «God’s Country»                          | Блейк Шелтон                   | [ 85 ] [ 86 ]   |
| 20 июля     | «God’s Country»   | Блейк Шелтон               | [ 87 ]  | «God’s Country»                          | Блейк Шелтон                   | [ 88 ]          |
| 27 июля     | «The Git Up»      | Бланко Браун               | [ 89 ]  | «Some of It»                             | Эрик Чёрч                      | [ 90 ]          |
| 3 августа   | «The Git Up»      | Бланко Браун               | [ 91 ]  | «Girl»                                   | Maren Morris                   | [ 92 ]          |
| 10 августа  | «The Git Up»      | Бланко Браун               | [ 93 ]  | «Beer Never Broke My Heart»              | Люк Комбс                      | [ 94 ]          |
| 17 августа  | «The Git Up»      | Бланко Браун               | [ 95 ]  | «Beer Never Broke My Heart»              | Люк Комбс                      | [ 96 ]          |
| 24 августа  | «The Git Up»      | Бланко Браун               | [ 97 ]  | «All to Myself»                          | Dan + Shay                     | [ 98 ]          |
| 31 августа  | «The Git Up»      | Бланко Браун               | [ 99 ]  | «Rearview Town»                          | Jason Aldean                   | [ 100 ]         |
| 7 сентября  | «The Git Up»      | Бланко Браун               | [ 101 ] | «The Ones That Didn't Make It Back Home» | Justin Moore                   | [ 102 ]         |
| 14 сентября | «The Git Up»      | Бланко Браун               | [ 103 ] | «Knockin' Boots»                         | Luke Bryan                     | [ 104 ] [ 105 ] |
| 21 сентября | «The Git Up»      | Бланко Браун               | [ 106 ] | «Knockin' Boots»                         | Luke Bryan                     | [ 107 ]         |
| 28 сентября | «The Git Up»      | Бланко Браун               | [ 108 ] | «Living»                                 | Dierks Bentley                 | [ 109 ]         |
| 5 октября   | «The Git Up»      | Бланко Браун               | [ 110 ] | «I Don't Know About You»                 | Chris Lane                     | [ 111 ]         |
| 12 октября  | «One Thing Right» | Marshmello и Kane Brown    | [ 112 ] | «Prayed for You»                         | Matt Stell                     | [ 113 ]         |
| 19 октября  | «10,000 Hours»    | Dan + Shay и Джастин Бибер | [ 114 ] | «Prayed for You»                         | Matt Stell                     | [ 115 ]         |
| 26 октября  | «10,000 Hours»    | Dan + Shay и Джастин Бибер | [ 116 ] | «Good Vibes»                             | Chris Janson                   | [ 117 ]         |
| 2 ноября    | «10,000 Hours»    | Dan + Shay и Джастин Бибер | [ 118 ] | «Love You Too Late»                      | Cole Swindell                  | [ 119 ]         |
| 9 ноября    | «10,000 Hours»    | Dan + Shay и Джастин Бибер | [ 120 ] | «Every Little Thing»                     | Russell Dickerson              | [ 121 ]         |
| 16 ноября   | «10,000 Hours»    | Dan + Shay и Джастин Бибер | [ 122 ] | «What Happens in a Small Town»           | Brantley Gilbert и Lindsay Ell | [ 123 ]         |
| 23 ноября   | «10,000 Hours»    | Dan + Shay и Джастин Бибер | [ 124 ] | «Even Though I’m Leaving»                | Люк Комбс                      | [ 125 ]         |
| 30 ноября   | «10,000 Hours»    | Dan + Shay и Джастин Бибер | [ 126 ] | «Even Though I’m Leaving»                | Люк Комбс                      | [ 127 ]         |
| 7 декабря   | «10,000 Hours»    | Dan + Shay и Джастин Бибер | [ 128 ] | «Even Though I’m Leaving»                | Люк Комбс                      | [ 129 ]         |
| 14 декабря  | «10,000 Hours»    | Dan + Shay и Джастин Бибер | [ 130 ] | «One Man Band»                           | Old Dominion                   | [ 131 ]         |
| 21 декабря  | «10,000 Hours»    | Dan + Shay и Джастин Бибер | [ 132 ] | «Remember You Young»                     | Томас Ретт                     | [ 133 ]         |
| 28 декабря  | «10,000 Hours»    | Dan + Shay и Джастин Бибер | [ 134 ] | «Even Though I’m Leaving»                | Люк Комбс                      | [ 135 ]         |

Примечания
- A^ — Country Songs — суммарный кантри-чарт, с учетом интернет-скачиваний (цифровых продаж), потокового контента и радиоэфиров.
- B^ — Country Airplay — радиоэфирный кантри-чарт (до 20 октября 2012 года был единственным и основным).